# As Long as I Fall
As Long As I Fall – singel promujący album Gambling with the Devil zespołu Helloween. W tradycyjnej formie, jako płyta, dostępny będzie jedynie w Japonii. Data wydania go to 27 września. Reszta świata będzie mogła ściągnąć go z internetu po uiszczeniu opłaty. Nie wiadomo czy utwory z wersji japońskiej będą take same jak te wydane w wersji Download.

## Lista utworów
Wersja japońska:
1. „As Long As I Fall” – radio mix (Deris)
2. „As Long As I Fall” – radio mix extended (Deris)
3. „Find My Freedoom” (Grosskopf)

## Skład
- Andi Deris – wokal
- Sascha Gerstner – gitara
- Michael Weikath – gitara
- Markus Grosskopf – gitara basowa
- Dani Loeble – perkusja